# Thailändische Küche

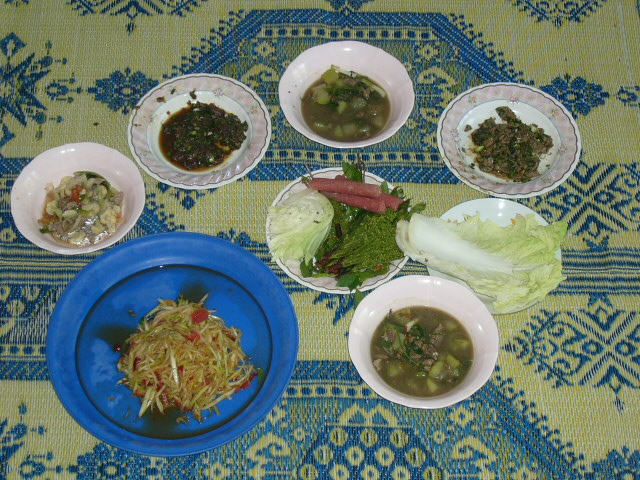
Verschiedene Gerichte zur Mittagszeit in Thailand

Die thailändische Küche ist eine Mischung aus chinesischen, indischen und europäischen Einflüssen, die im Laufe der Jahrhunderte zu einer Landesküche verschmolzen sind.

## Geschichte
Ursprünglich war die Küche Thailands vom Wasser geprägt, auf den Tisch kamen vornehmlich Reis, Wassertiere und Wasserpflanzen. Veränderungen in den Kochgewohnheiten gab es sowohl durch chinesische und indische Einflüsse als auch, ab dem 17. Jahrhundert, durch Einflüsse aus Europa. Chilis wurden zum Beispiel von portugiesischen Missionaren in Thailand eingeführt.

## Grundnahrungsmittel
Reis ist das Grundnahrungsmittel in Thailand. Der thailändische Ausdruck für „eine Mahlzeit einnehmen“ (kin khao กินข้าว) bedeutet wörtlich „Reis essen“, egal um welche Art von Speisen es sich handelt.
Unter den vielen Reissorten ist der vor allem im Isan angepflanzte langkörnige Jasminreis besonders beliebt, aber auch am teuersten. Im Norden und Nordosten Thailands wird der Klebreis bevorzugt, der nicht gekocht, sondern in einem aus Bambus geflochtenen Behälter über einem Wassertopf gedämpft wird und dessen Körner so zusammenkleben.

## Zutaten
Die thailändische Küche besitzt zahlreiche typische Zutaten, einige Beispiele sind:

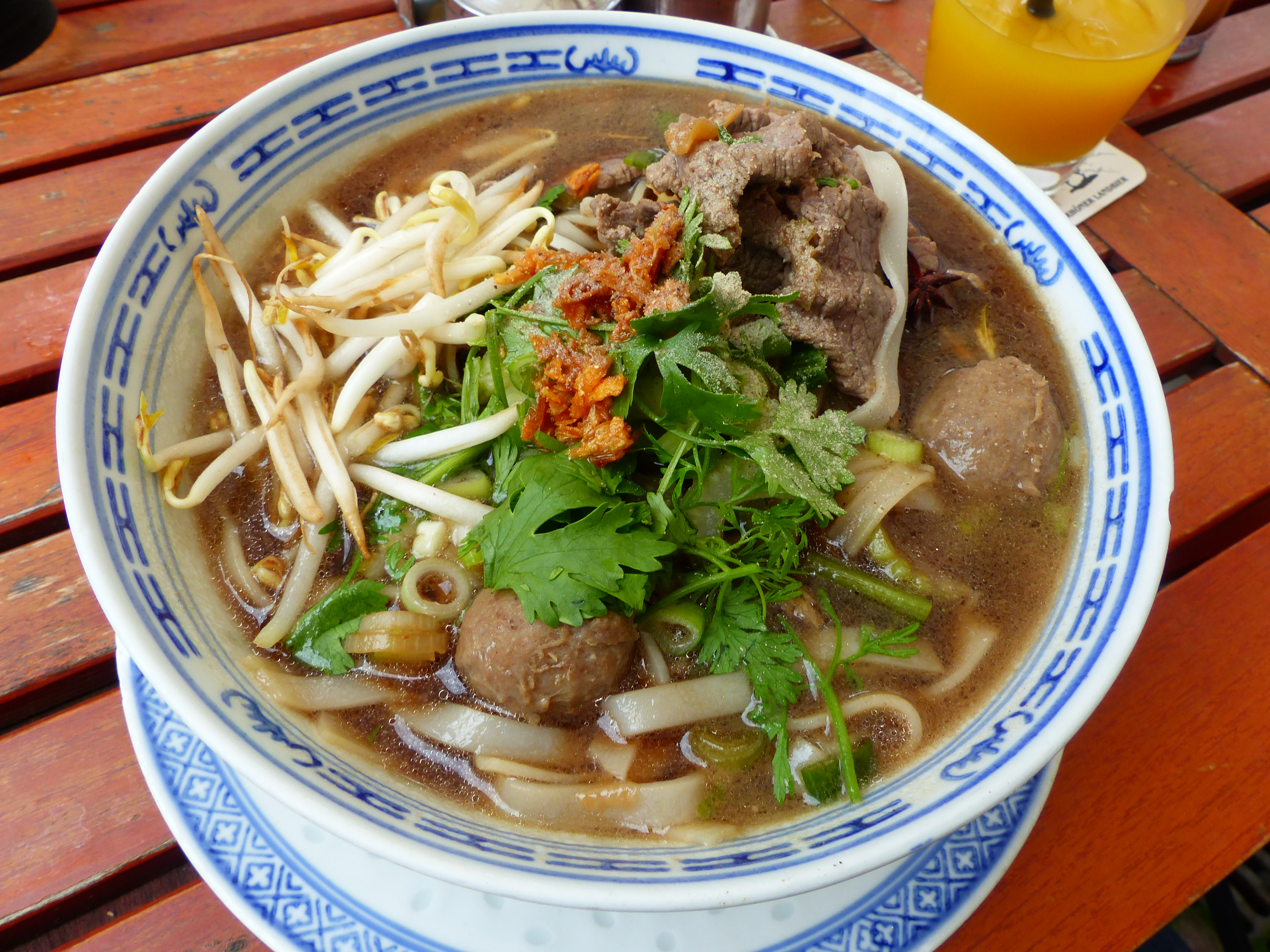
Kuai-Tiao-Nudelsuppe

- Reis; am bekanntesten sind der Jasminreis, der auch als thailändischer Duftreis bekannt ist und vor allem in der Zentralregion und im Süden Thailands beliebt ist, und der Klebreis, der eher im Norden und Nordosten Thailands bevorzugt wird. Daneben gibt es eine Vielzahl weiterer Sorten und Qualitätsabstufungen.
- Nudeln

- Kuai Tiao (ก๋วยเตี๋ยว, Reisnudeln) gibt es in verschiedenen Breiten, sie werden meist als Nudelsuppe oder gebraten als zum Beispiel Phat Thai (ผัดไทย) gegessen.
- Bami (บะหมี่) haben eine gelbliche Färbung, sie werden aus Weizenmehl hergestellt, manchmal wird Ei hinzugefügt.
- Khanom Chin (ขนมจีน, Reisnudeln) sind typisch für die Küche Süd-Thailands und werden meist mit einer scharfen curryähnlichen Sauce (Khanom Chin Nam Ya ขนมจีนน้ำยา, „Reisnudeln mit Kräutersauce“) serviert.
- Wun Sen (วุ้นเส้น) sind aus Mungbohnen-Mehl hergestellte Glasnudeln, die gerne als Einlage in klaren Suppen verwendet, oder als erfrischender Salat, Yam Wun Sen (ยำวุ้นเส้น), zubereitet werden.

- Thai-Auberginen (Makuea Pro มะเขือเปราะ)
- Cha-Om (ชะอม): Triebe der Akazienart Acacia pennata, die u. a. in Suppen, Currys und Omelettes Verwendung finden.
- Gewürze und Kräuter

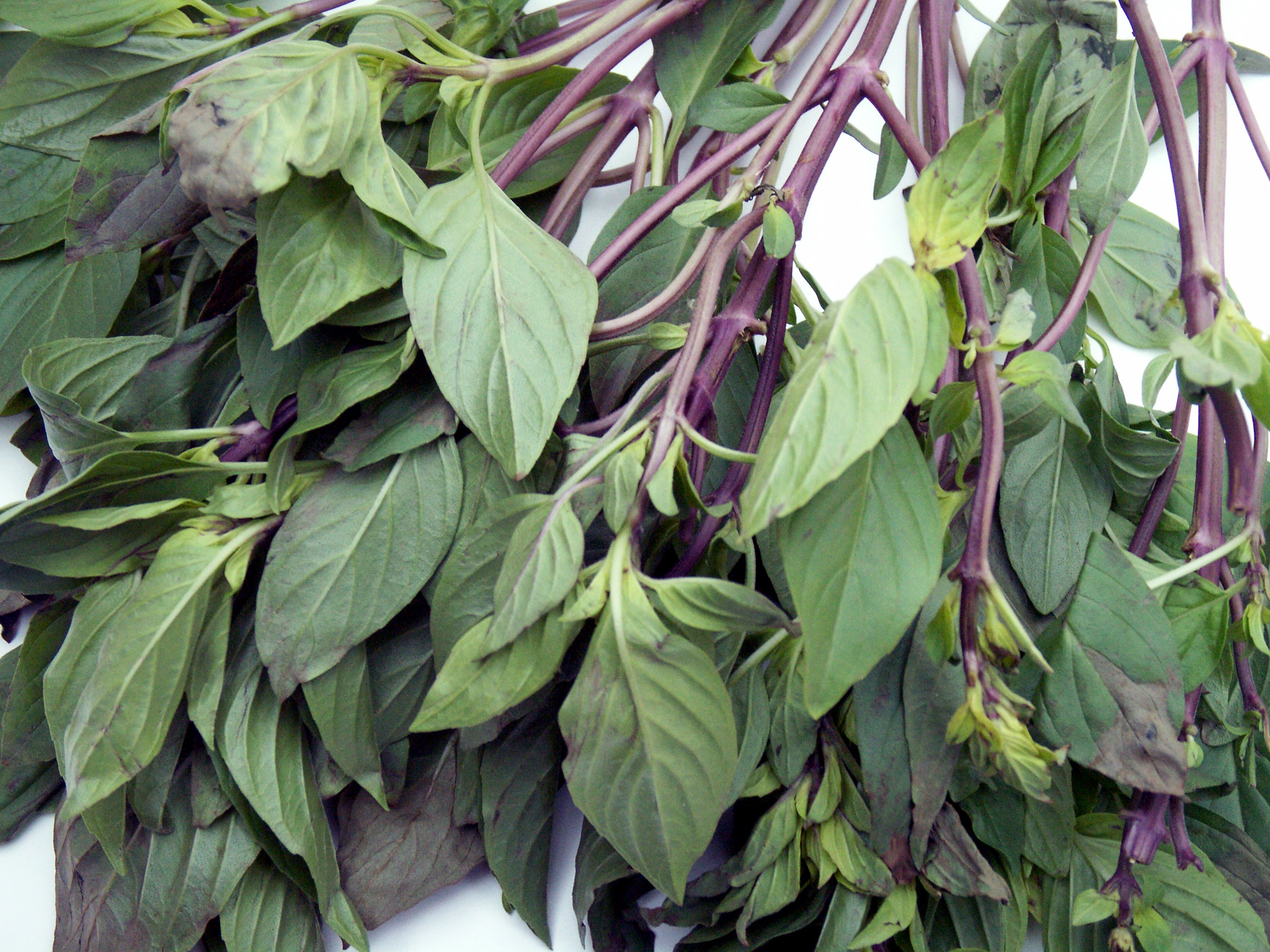
Horapha

- Basilikum – In der Thai-Küche verwendet man insgesamt drei verschiedene Arten von Basilikum: „süßes Basilikum“ (Bai Horapha ใบโหระพา, wissenschaftlich Ocimum basilicum), das eng verwandt mit dem in Europa bekannten Basilikum (ebenfalls Ocimum basilicum) ist; „Zitronenbasilikum“ (Bai Maeng Lak ใบแมงลัก, wiss. Ocimum citriodorum) und „indisches Basilikum“ (Bai Kaphrao ใบกะเพรา, wiss. Ocimum tenuiflorum, auch Tulsi oder „heiliges Basilikum“ genannt)
- verschiedene Arten von frischen und getrockneten Chilischoten, wie zum Beispiel die kleine Phrik Khi Nu (พริกขี้หนู, wörtlich Mäusekot-Chili, Capsicum frutescens), oder die etwas größeren „himmelweisenden Chili“ (Thai: Phrik Chi Fa พริกชีฟ้า, Capsicum annuum), von den Portugiesen im 16. Jahrhundert aus Südamerika eingeführt
- Dill (Phak Chi Lao ผักชีลาว) vor allem in der regionalen Küche Nordost-Thailands verwendet
- Echter Sternanis (Boi Kak โป๊ยกั้ก)
- Fischsauce wird in fast jedem thailändischen Gericht verwendet; hergestellt wird sie aus Sardellen, Wasser und Salz. Reines Salz wird zum Würzen nur selten verwendet, im Allgemeinen wird es durch Fischsauce ersetzt.
- Ingwer (King ขิง)
- Chinesischer Ingwer (Krachai กระชาย)
- Galangawurzel (Kha ข่า, auch Galgant oder „Thai-Ingwer“ genannt)
- Blätter der Kaffernlimette (Bai Makrut ใบมะกรูด) geben den Gerichten einen zitronigen Geschmack, sie tragen allerdings nicht zur Säuerung bei.
- Knoblauch (Krathiam กระเทียม)
- Kokosmilch (Kathi – กะทิ)
- Koriander (Phak Chi ผักชี), von dem sowohl die Wurzeln als auch die Blätter und die Samen verwendet werden
- Kreuzkümmel-Samen (Yi-Ra ยี่หร่า)
- Kurkuma (Khamin ขมิ้น)
- Limette (Manao มะนาว)
- Pandanus amaryllifolius (Bai Toei ใบเตย)
- Schalotte (Hua-Hom หัวหอม)
- Tamarinde (Makham มะขาม) gibt den Gerichten eine leichte säuerliche Würze.
- Zitronengras (Ta-Khrai ตะไคร้)

## Gerichte
Grundsätzlich sind nach der Art des Servierens und der Einnahme der Mahlzeit zwei Gruppen von Gerichten zu unterscheiden. Bei „Ein-Teller-Gerichten“ (อาหารจานเดียว ahan chan diao), wird eine komplette Mahlzeit, einschließlich sättigendem Stärkelieferant (meist Reis), Proteinlieferant und Gemüse auf einem einzigen Teller serviert und von einer Person allein gegessen. Das können sowohl Pfannengerichte sein, bei denen alle Zutaten zusammen zubereitet werden, aber auch Gerichte, bei denen die Fleisch-, Ei- und/oder Gemüsebestandteile separat gegart werden und erst zum Schluss zusammen mit dem (in der Regel gedämpften) Reis auf einem Teller serviert werden. Auf der anderen Seite gibt es „Gemeinschaftsgerichte“. Dabei bekommt jeder Teilnehmer der Mahlzeit bloßen Reis (seltener Nudeln) auf den individuellen Teller, die eigentlichen Hauptgerichte (Fleisch, Fisch, Gemüse) werden in mehreren Schalen auf die Tischmitte gestellt, aus denen sich alle bedienen können.

### Ein-Teller-Gerichte

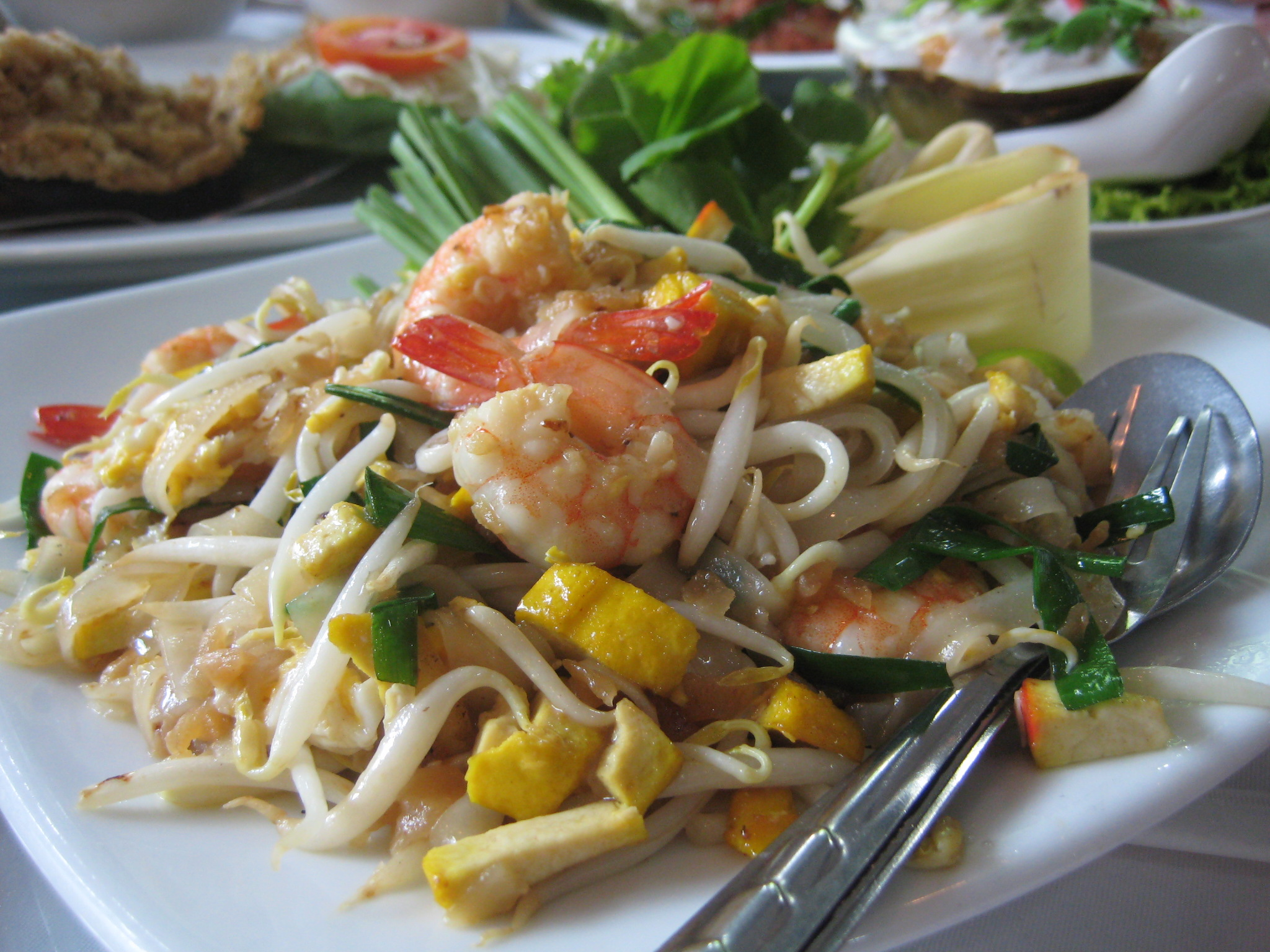
Phat Thai

- Phat Thai (ผัดไทย, „gebraten[e Nudeln] thailändisch[er Art]“) gilt als ein Nationalgericht Thailands. Gebratene Nudelgerichte wurden vermutlich während der Ayutthaya-Zeit von vietnamesischen Händlern eingeführt und nach und nach durch entsprechende Zutaten und Gewürze an den Geschmack der Thai angepasst. Phat Thai vereint in sich die vier Grundgeschmacksrichtungen der thailändischen Küche: scharf, sauer, salzig und süß. Dafür sorgen getrocknete Chili, Limette, Fischsauce und Rohrzucker, die oftmals auch separat zum individuellen Nachwürzen serviert werden. Die Nudeln werden mit Ei, Tofu und kleinen, getrocknete Garnelen gebraten. Zusätzlich können auch frische Garnelen, Krebs oder Huhn verwendet werden. Es wird in der Regel mit Mungbohnensprossen, Schnittlauch und kleingehackten geröstete Erdnüssen serviert, die man sich selbst, je nach Geschmack, hinzufügen kann.
- Khao Phat (ข้าวผัด, „gebratener Reis“) ist eines der beliebtesten Ein-Teller-Gerichte und ist sehr schnell zubereitet. Typischerweise wird Jasminreis mit einer Sorte Fleisch (meistens Huhn oder Garnelen, aber auch ohne Fleisch möglich), Ei, Zwiebeln, Knoblauch und manchmal Tomaten sowie den Geschmacksgebern Fischsauce, Zucker, Salz und u. U. Chilisauce bei hoher Temperatur und unter ständigem Rühren in einem Wok gebraten. Die fertig zubereitete Portion wird auf einem Teller serviert und kann mit Gurken- oder Tomatenscheiben, Zwiebeln und Koriander garniert werden. Eine besondere Variante ist Khao phat american, das vermutlich seit der Stationierung von US-Soldaten während des Vietnamkriegs üblich ist. Dabei wird der gebratene Reis mit Ketchup zubereitet und mit Spiegelei, gebratenem Würstchen und Speck serviert.
- Für Phat Kaphrao (ผัดกะเพรา) wird eine Sorte grob gehacktes Fleisch (Schwein, Huhn, Rind oder Garnelen) mit dem namengebenden „indischen Basilikum“ (kaphrao), Chili, Knoblauch und Sojasauce bei großer Hitze im Wok gebraten. Es kann als eines von mehreren Gemeinschaftsgerichten serviert werden, ist aber vor allem als Ein-Teller-Gericht auf gedämpftem Reis und auf Wunsch mit einem Spiegelei als schnelle Mittagsmahlzeit beliebt.

### Gemeinschaftsgerichte

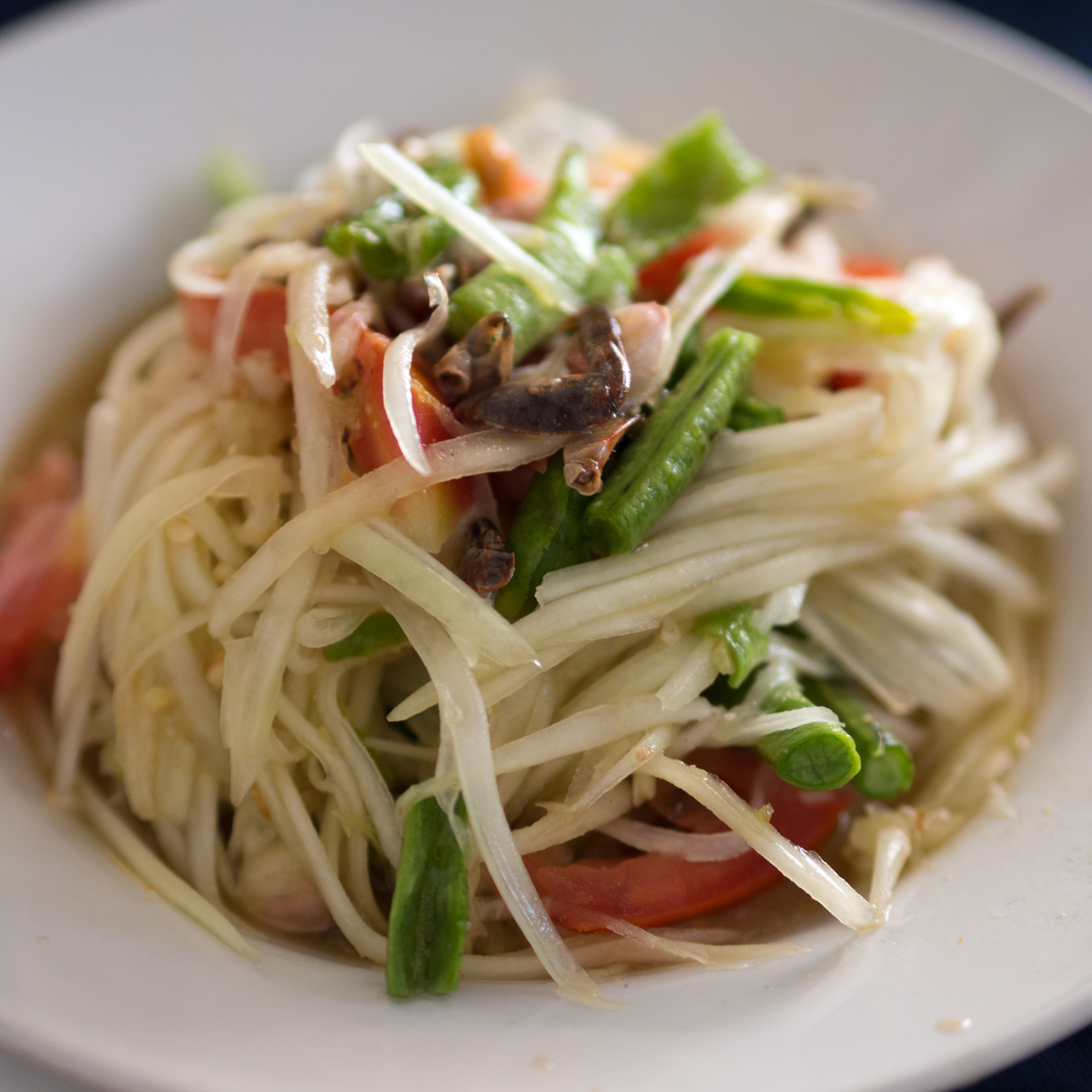
Som Tam mit Krebs

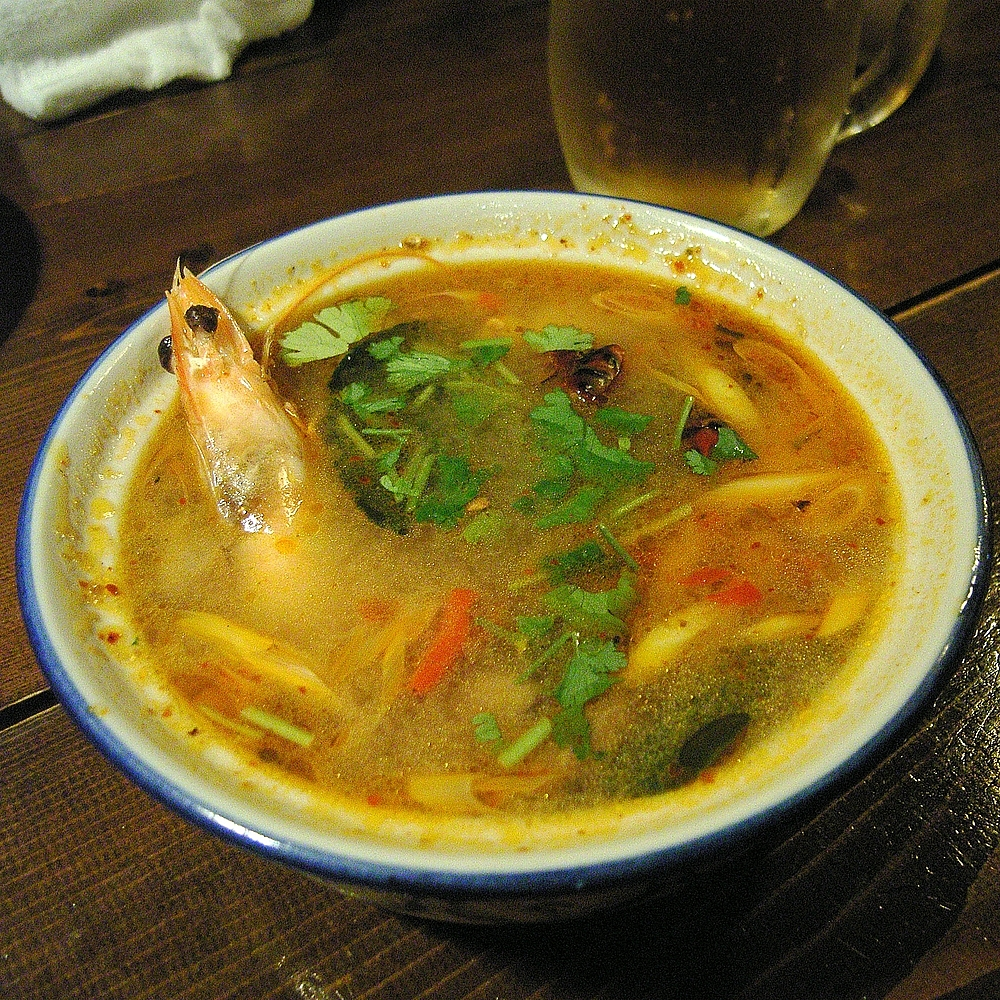
Tom Yam Kung (Tom Yam mit Garnelen)

- Kaeng (แกง [kɛːŋ]): Weltberühmt sind auch einige Gerichte der thailändischen Küche aus der Gruppe der Kaeng, die in Deutschland oft als „Thai-Curry“ bezeichnet werden. Sie enthalten jedoch kein Currypulver, sondern haben eine (für das jeweilige Gericht spezifische) Gewürzpaste zur Basis. Dabei werden beispielsweise Wurzeln, frische Blätter und frische Chilischoten mit Garnelenpaste so lange im Mörser gestampft, bis sie zu einer homogenen, dicken Masse geworden sind. Kaeng ist ein Oberbegriff für ganz verschiedene Suppen oder flüssige Eintöpfe, so gibt es auch ein Kaeng Chuet (แกงจืด), das eine klare, sehr milde Brühe ist. Die international bekanntesten Kaeng-Gerichte sind wohl das „grüne Thai-Curry“ Kaeng Khiao Wan, das „rote Thai-Curry“ Kaeng Phet, das „gelbe Thai-Curry“ Kaeng Kari, das „muslimische“ Kaeng Masaman und das relativ milde, nach Erdnüssen schmeckende Kaeng Phanaeng. Auch Tom Kha ist eigentlich ein Kaeng-Gericht und wird von vielen Thailändern umgangssprachlich Kaeng Kha genannt. Maßgeblich für die Benennung des jeweiligen Gerichts ist die verwendete Gewürzpaste, das verwendete Fleisch (oder Fisch oder Tofu) ist dabei variabel. Es gibt allerdings bestimmte Kombinationen, die verbreiteter sind als andere, zum Beispiel „grünes Curry“ mit Huhn.
- Som Tam (ส้มตำ) kommt ursprünglich aus der laotischen Küche und ist besonders im (laotisch geprägten) Isan beliebt, ist inzwischen aber landesweit verbreitet und eines der wichtigsten Gerichte der thailändischen Nationalküche geworden. Es ist eine Art Salat aus klein gehackten und gestampften grünen (unreifen) Papayas, Zwiebeln, Tomaten, Limette, Lang-Bohnen, gerösteten Erdnüssen, Salz, Palmzucker und Chilischoten, gewürzt mit Fischsauce. Hinzu kommen oft getrocknete kleine Garnelen, manchmal auch Krebse. Der Geschmack ist üblicherweise etwas säuerlich. Es wird meistens sehr scharf gegessen. Es gibt auch Abwandlungen, bei denen die Papaya durch anderes unreifes Obst (z. B. Mango) oder durch gemischtes Obst ersetzt wird.
- Tom Yam (ต้มยำ) ist wohl eines der bekanntesten Gerichte Thailands. Diese würzige, sauer-scharfe Suppe wird mit Fischsauce, Schalotten, Zitronengras, Limonensaft, Galgant, Tamarinde und vielen Chillies gewürzt. Sie wird traditionell zu Reis mit verschiedenen Einlagen, wie Fleisch, Fisch oder Meeresfrüchten serviert, die „klassische“ Variante ist dabei mit Garnelen: Tom Yam Kung wird oft als das thailändische Nationalgericht genannt.

## Regionalküchen
Die thailändische Küche lässt sich in vier Regionalküchen einteilen, die sich mehr oder weniger stark voneinander unterscheiden und jeweils eigene typische Gerichte haben. Bangkok nimmt als Hauptstadt eine Sonderstellung ein.

### Nordthailand

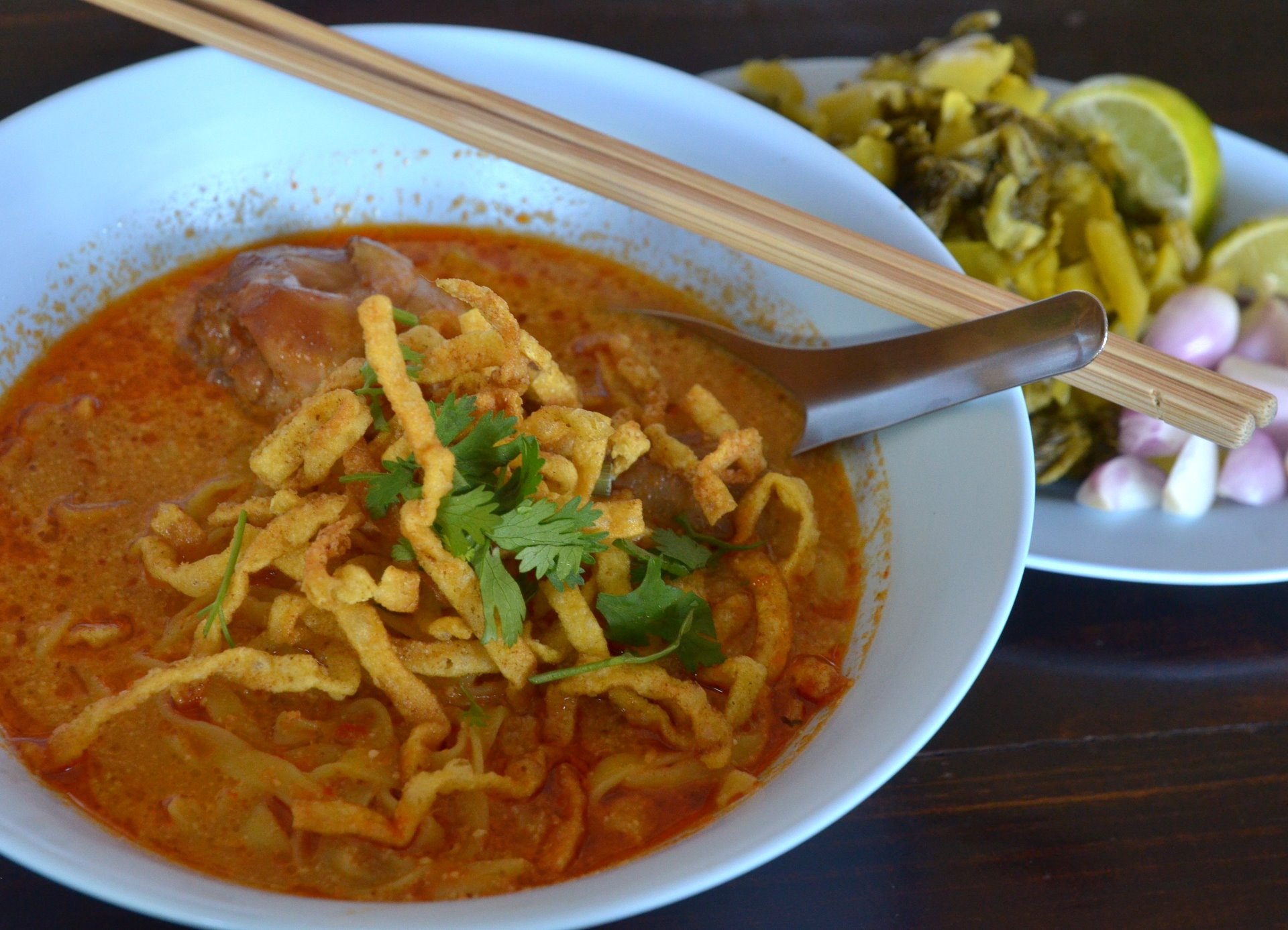
Khao Soi mit Huhn: typisches Gericht der nordthailändischen Küche

Der Norden des Landes grenzt an Myanmar und Laos, daher ist die Küche Nordthailands (Ahan Phak Nuea อาหารภาคเหนือ) von den Küchen dieser Länder beeinflusst. Die Vorliebe für Klebreis in dieser Region wurde von Laos übernommen. Der Einfluss von Myanmar macht sich beispielsweise in der regionalen Spezialität Kaeng Hang Le (แกงฮังเล), eine Art stark gewürztes Gulasch mit Schweinefleisch, bemerkbar.
Die Mahlzeiten wurden hier traditionell an einem flachen Tisch auf dem Fußboden sitzend eingenommen. Diese Art die Gäste zu bewirten, nennt man Khan Tok (ขันโตก), sie ist heute auch zu einer Touristen-Attraktion geworden.
Spezialitäten sind hier u. a. verschiedene Chili-Pasten, die zu blanchiertem Gemüse gereicht werden, wie zum Beispiel Nam Phrik Ong (Thai: น้ำพริกอ่อง) – getrocknete rote Chili und Hackfleisch in einer würzigen Tomatensauce. Durch den Handel mit China geriet Thailand früh in Kontakt mit der chinesischen Küche, was sich in zahlreichen Nudelgerichten wie zum Beispiel Khao Soi (ข้าวซอย) niederschlägt, flachen Eiernudeln in einer stark gewürzten Soße gekrönt von kross ausgebackenen Nudeln, dazu sauer eingelegtem Kohl, Schalotten-Scheibchen und Limetten.
Als besondere Spezialität dieser Region gilt eine exotisch-fruchtige Soße, für die aus Flüssen und Seen gesammelte Riesenwasserwanzen im Mörser zu Brei zerstoßen werden. Diese Masse wird den anderen Zutaten aus Fischsud, Knoblauch, Limettensaft und Chili beigemengt. Die Riesenwasserwanzen sind aber auch gebraten eine süßlich schmeckende Delikatesse, wenn ihnen der Knopf abgeknipst und das Innere ausgesaugt wird.

### Zentralthailand

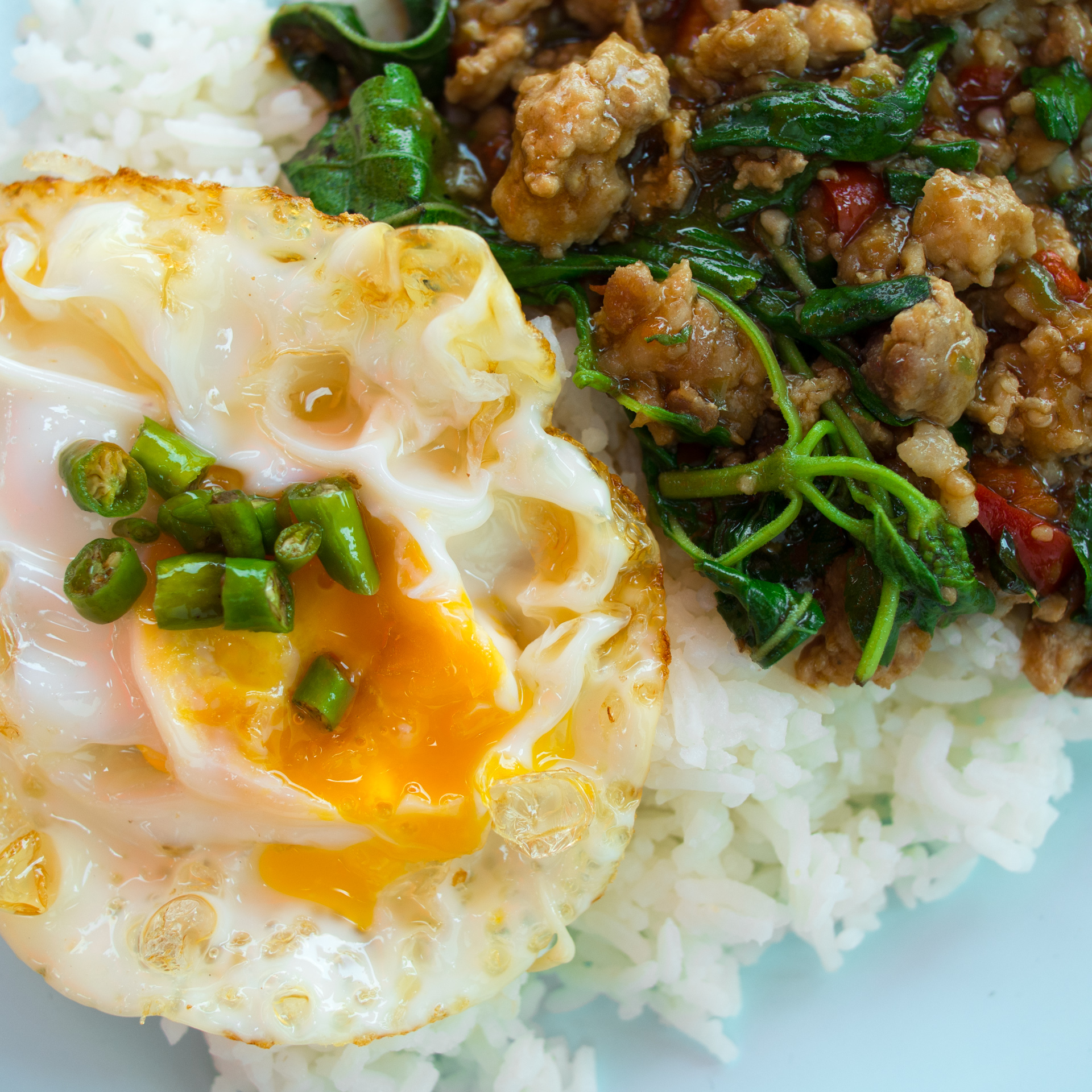
Phat Kaphrao Mu: Gebratenes Schweinehackfleisch mit Kaphrao („indischem Basilikum“), dazu Reis und ein Spiegelei

Die Küche Zentralthailands (Ahan Phak Klang อาหารภาคกลาง) wird oftmals als die „klassische Thai-Küche“ angesehen. Sie ist durch die Kaeng-Gerichte (siehe oben) mit Kokosmilch und vielen Gewürzen charakterisiert, die im Westen als „Currys“ bekannt sind.
Viele Gerichte werden im Wok zubereitet, wie Phat Krathiam Phrik Thai (ผัดกระเทียมพริกไทย – „Gebratenes mit Knoblauch und Pfeffer“), Phat Kaphrao (ผัดกระเพรา – „Gebratenes mit (indischem) Basilikum“), Phak Bung Fai Daeng (ผักบุ้งไฟแดง – gebratener Wasserspinat mit Chili, Knoblauch und Schwarzen Bohnen) oder Khai Chiao (ไข่เจียว – thailändisches Omelette). Letzteres wird gerne mit Sriracha-Sauce (Sot Si Racha ซอสศรีราชา) gereicht, einer orangefarbenen, salzig-süßen Chili-Sauce mit Knoblauch, die nach der Küstenstadt Si Racha benannt ist.
Außerdem sind Suppen beliebt, wie zum Beispiel die Tom Yam (ต้มยำ), eine scharf-saure Garnelen-Suppe und Tom Kha Kai (ต้มข่าไก่), eine leicht scharfe, aromatisch nach „Thai-Ingwer“ (Galgant) schmeckende Suppe mit Kokosmilch und Huhn.
Yam-Salate sind gern gegessene scharf-saure Salate, die Limonensaft, Chilis und frische Kräuter enthalten, dazu Meeresfrüchte oder Gemüse, gebratenes Rind- oder Schweinefleisch.
Weitere Spezialitäten aus Zentralthailand sind Khao Lam (ข้าวหลาม) — Klebreis mit Kokosmilch, der in kurzen Bambusrohren gedämpft wird; oder Kuai Tiao Ruea (ก๋วยเตี๋ยวเรือ – „Boot-Nudeln“), eine Nudelsuppe, die ursprünglich auf schwimmenden Märkten in Rangsit aus dem Boot heraus verkauft wurde, welche aber heute auch auf allen Märkten erhältlich ist. Erkennungszeichen: der Koch sitzt mit seinem Kochtopf in einem aufgebockten Boot.

### Nordostthailand

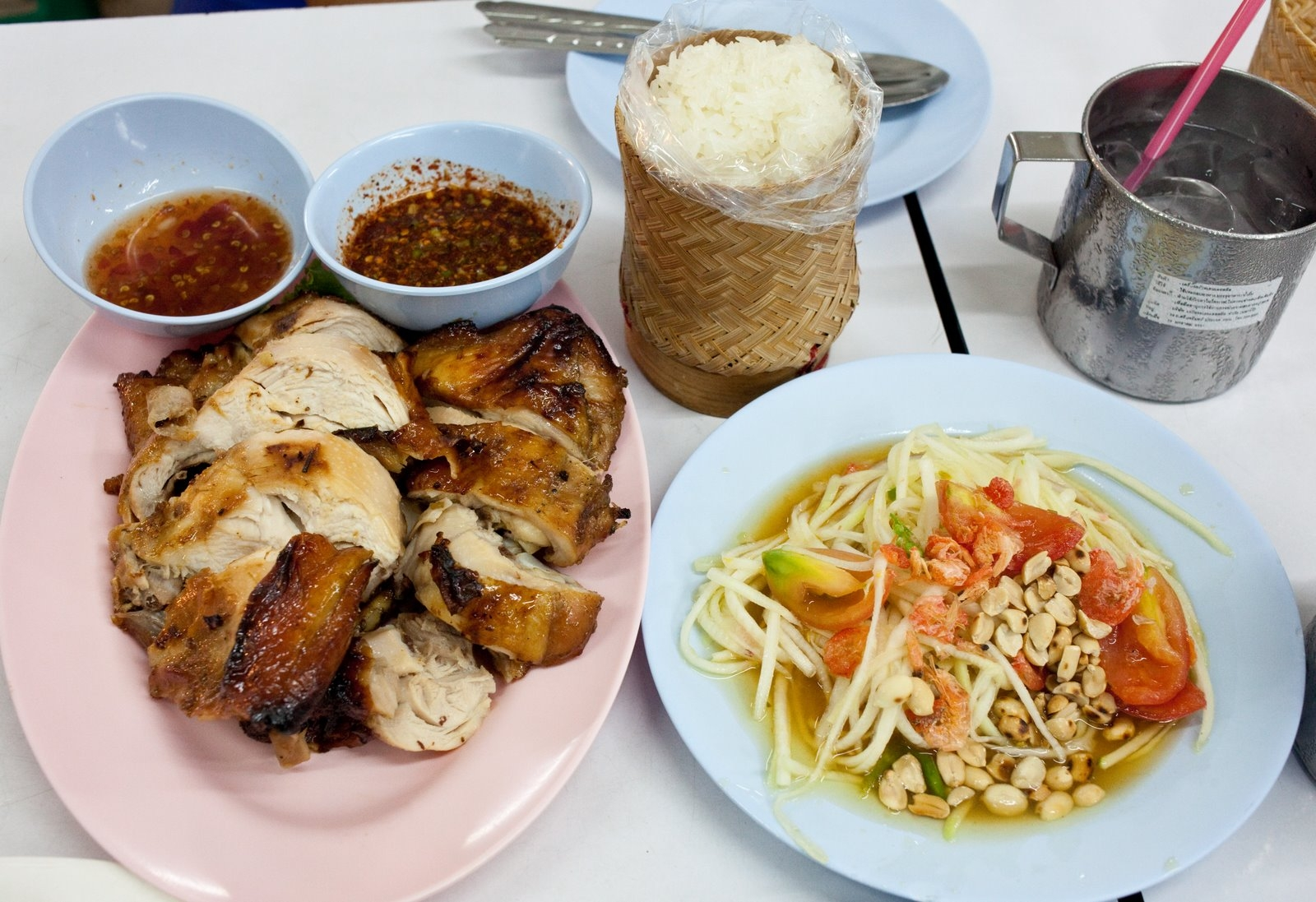
Som tam, Gai yang und Klebreis (Khao niao), klassischer „Dreiklang“ der Isan-Küche

Die Küche im Nordosten, dem Isan, ist stark von Laos und Kambodscha geprägt. Drei Gerichte werden besonders mit dieser Regionalküche assoziiert und auch regelmäßig bei einer „typischen“ Isan-Mahlzeit miteinander kombiniert: Kai Yang (ไก่ย่าง – gegrilltes Huhn), Som Tam (ส้มตำ – ein scharf-saurer Salat aus unreifen Papaya) und Khao Niao (ข้าวเหนียว – Klebreis).
Ein beliebtes Würzmittel ist fermentierter Fisch Pla Raa (Thai: ปลาร้า).
Ein weiterer, wesentlicher Beitrag zur Isan-Küche wird durch Laab (ลาบ) geliefert, einer Art Salat, der aus gehacktem Schwein, Huhn oder Fisch besteht, das mit Limonensaft, Fischsauce, Chili, frischen Minze-Blättern sowie Khao Khua Pon (ข้าวคั่วป่น ungekochter, gerösteter und zerstoßener Reis) gewürzt wird. Beim ursprünglichen nordostthailändischen Laab wird rohes Hackfleisch verwendet, bei der Adaption in anderen Landesteilen wird das Fleisch dagegen oftmals gekocht.
Insbesondere durch inländische Migranten und Wanderarbeiter aus dem wirtschaftlich schwächeren Nordosten sind die bekanntesten Gerichte der Isan-Küche inzwischen landesweit verbreitet, insbesondere in Bangkok und Umgebung. Dabei werden allerdings bestimmte nicht mit dem „zentralthailändischen Geschmack“ kompatible Zutaten und Geschmacksnoten abgemildert beziehungsweise ersetzt.
Siehe auch: Koi

### Südthailand

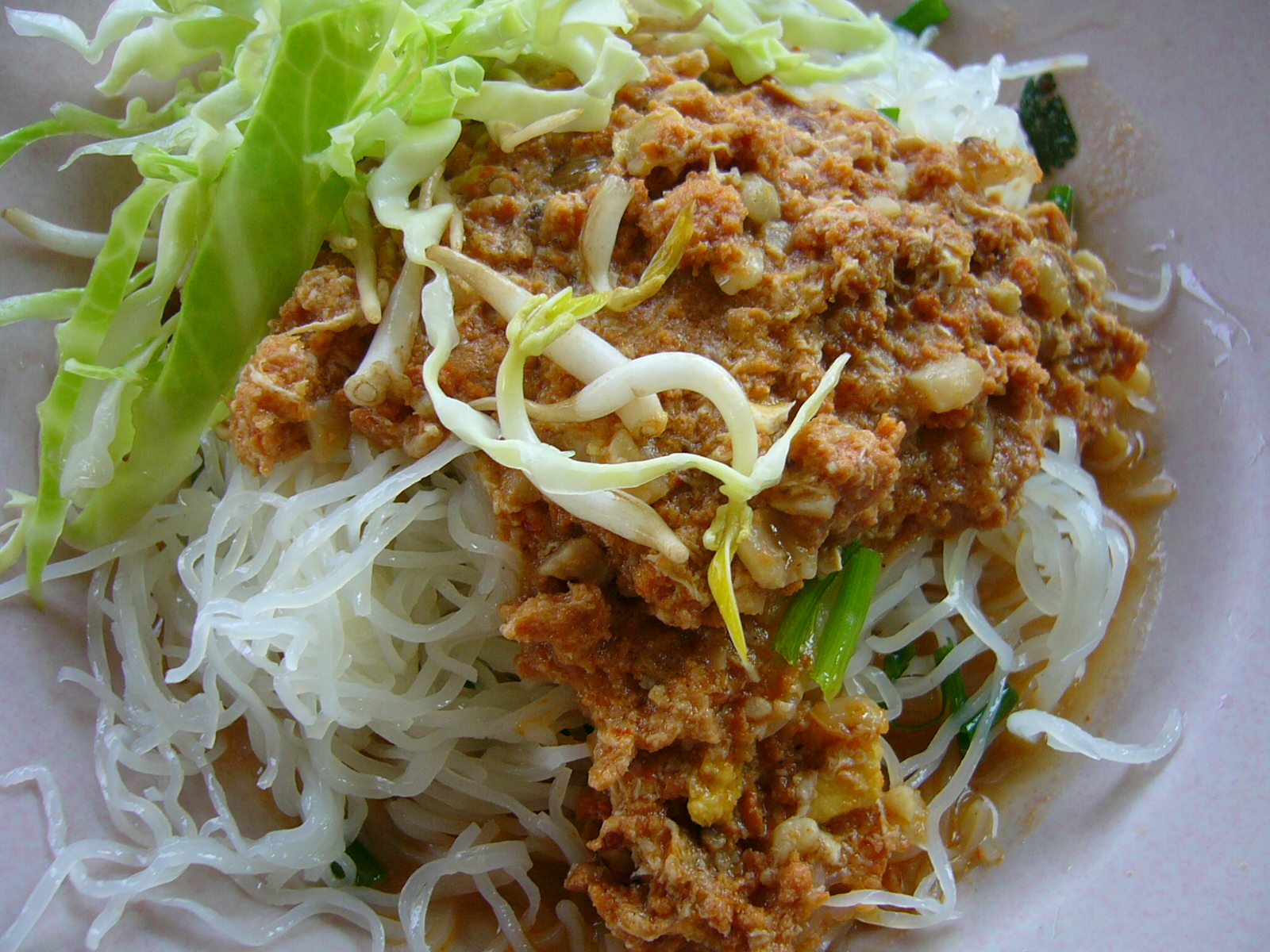
Khanom Chin Nam Ya

In den Südprovinzen macht sich der Einfluss von Malaysia bemerkbar. Es gibt hier sehr viele Muslime und viele Chinesen, sodass sich in der südthailändischen Küche (Ahan Phak Tai, อาหารภาคใต้) mehrere Kochstile vermischen. So zum Beispiel das Khanom Chin Nam Ya (ขนมจีนน้ำยา – dünne chinesische Reisnudeln mit einer scharfen Fisch-„Curry“-Sauce). Ein weiteres beliebtes Gericht, welches oft in moslemischen Restaurants angeboten wird, ist Khao Mok Kai, die südthailändische Art eines Biryani, bei dem Reis mit Huhn zusammen gegart werden, gewürzt mit Nelken, Zimt und frischen Kurkuma-Wurzeln. Dazu wird immer eine milde Hühnerbrühe gereicht sowie ein Schälchen Gurkenscheiben, die mit Chili-Scheiben und Zucker in Essig eingelegt wurden.
Sehr populär sind hier Gerichte nach dem Vorbild indischer Currys, wie zum Beispiel das Kaeng Masaman (Thai: แกงมัสมั่น, „Moslem-Suppe“). Dieses Gericht ist in vielen kleinen Restaurants zum Standard geworden, es kann – je nach Menge der zugegebenen Chili – von mild bis feurig scharf zubereitet werden.
Da Südthailand im Westen wie im Osten ans Meer grenzt, gibt es viele Spezialitäten mit Fisch: Kaeng Tai Pla (แกงไตปลา) ist ein sehr scharf gewürztes Gericht aus Fischmagen, grünen Bohnen, sauer eingelegtem Bambus und Kartoffeln.

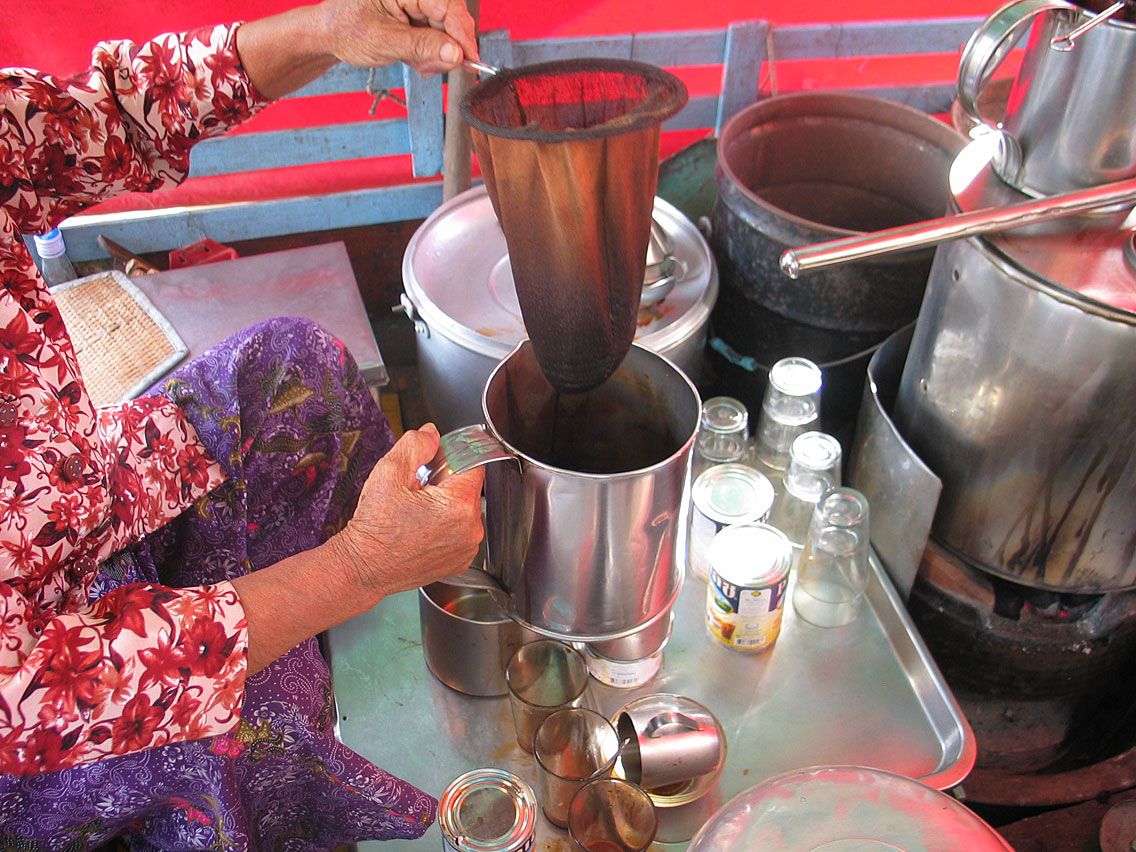
Kopi – traditionell hergestellter Thai-Kaffee

Sehr beliebt sind im Süden auch Roti (Thai: โรตี), eine thailändische Abwandlung des Chapati, des indischen Fladenbrots. Bereits zum Frühstück wird Roti Kaeng (โรตีแกง – Roti mit einer beliebigen „Curry“-Sauce) gegessen, Mataba (มะตะบะ) ist ein mit gewürztem Hackfleisch gefülltes Roti, Touristen essen gerne Roti Kluai (โรตีกล้วย), Roti mit Bananenscheiben gefüllt.
Je weiter man nach Süden kommt, umso häufiger gibt es die traditionellen Coffee-Shops, die häufig von Hokkien-Chinesen geführt werden. Charakteristisch sind die runden Tische mit einer Tischplatte aus weißem Marmor, an denen noch der auf herkömmliche Art hergestellte, gefilterte Kopi (Malaiisch für Kaffee) in kleinen, dickwandigen Gläsern zu Pathong-Ko (ปาท่องโก๋), ungesüßtem chinesischem Schmalz-Gebäck in X-Form, serviert wird.

## Esskultur

### Allgemeines

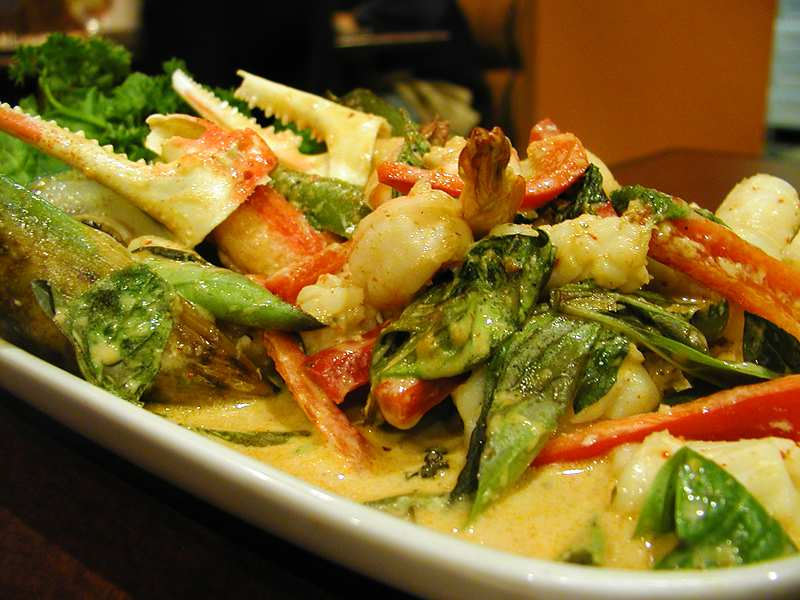
Meeresfrüchte-Curry

Ein thailändisches Menü besteht typischerweise aus einer Suppe, einem „Curry“-Gericht oder alternativ einem scharf gewürzten Salat und einer Sauce mit Fisch und Gemüse (als Dip). Alle Speisen werden zusammen serviert, so dass bei der Zusammenstellung zwischen scharfen und milden Komponenten auf ein ausgeglichenes Verhältnis geachtet wird. Sehr häufig wird auch Rohkost gereicht.
Grundlage der meisten Gerichte ist eine zu Beginn des Kochens in einem kleinen Mörser zubereitete Gewürzmischung aus Knoblauch, kleinen roten oder grünen Chilischoten und verschiedenen Kräutern. Die so zubereitete Paste kommt zunächst mit etwas Öl in den über einer offenen Flamme stehenden Wok. Anschließend werden die weiteren Zutaten wie Fleisch, Fisch, Nudeln, Gemüse usw. nacheinander hinzugefügt und geschmort.

### Garküchen

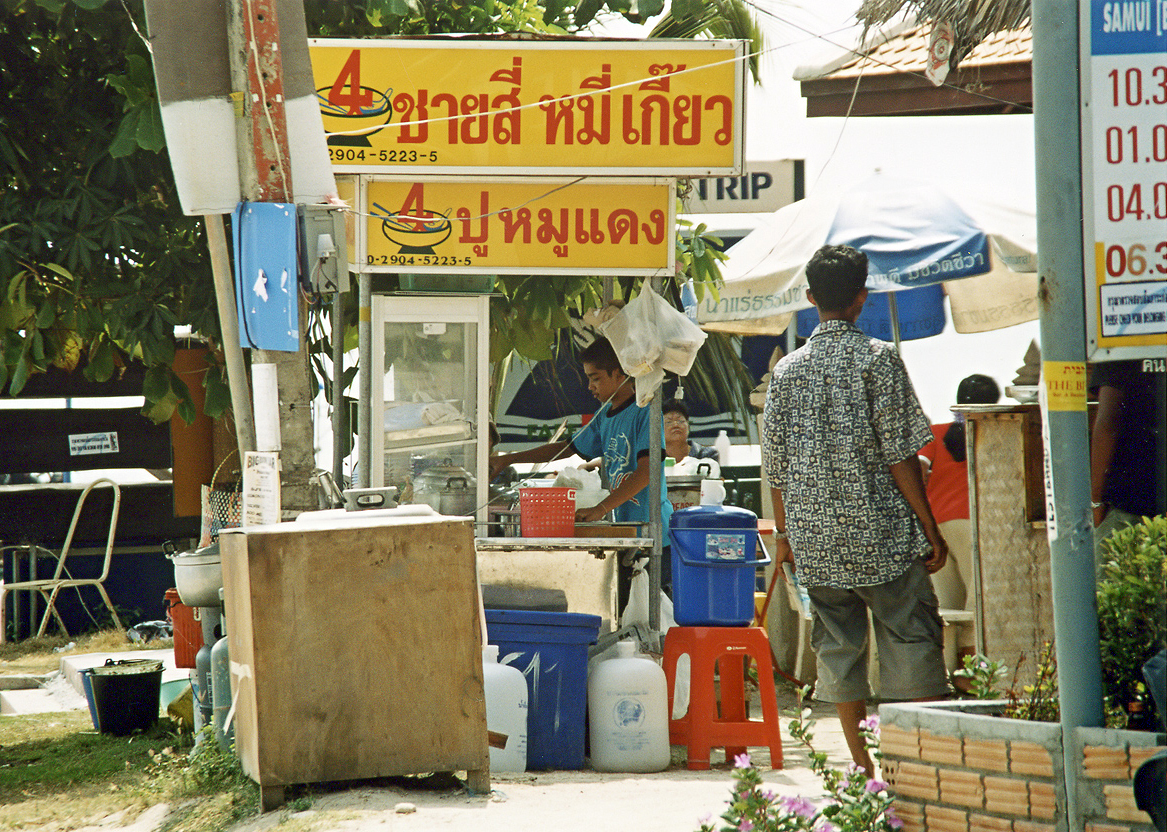
Garküche

In ganz Thailand sind Garküchen weit verbreitet. An den Essensständen auf Märkten oder auf Gehsteigen werden unterschiedliche Speisen angeboten: Fleisch, Geflügel, Fisch, Suppen, Obst und Gemüse (gegrillt, gekocht, oder roh) und daneben verschiedene Gaeng-Gerichte.

### Tischsitten
Ursprünglich wurde thailändisches Essen mit den Fingern gegessen, was in manchen Regionen bei einigen Gerichten noch heute der Fall ist. Anfang des 19. Jahrhunderts führte König Mongkut, angeregt durch seine vielen Auslandsaufenthalte, bei Hofe die Sitte ein, mit Löffel und Gabel zu essen. Dies wurde schnell in den Restaurants von Bangkok en vogue, und es dauerte nicht lange, bis es im ganzen Land Brauch war, Löffel und Gabel zu benutzen. Die Gabel wird verwendet, um das bereits vom Koch in mundgerechte Stücke zerkleinerte Essen portionsweise auf den Löffel zu schieben. Für die meisten Thais gilt es als unfein, die Gabel in den Mund zu führen; ausgenommen davon sind nur kleine Obstgabeln.
Essstäbchen werden nur in chinesischen Restaurants oder zum Essen chinesischer und vietnamesischer (Pho) Nudel-Gerichte benutzt und gehören somit nicht zur eigentlichen thailändischen Küche. Nudelsuppen werden mit dem Löffel in der linken Hand, um die Suppe auszulöffeln, und den Ess-Stäbchen in der rechten für die Nudeln, Fleisch und Gemüse gegessen.

## Traditionelle alkoholische Getränke
Werden in den Städten Thailands überwiegend importierte und monopolisierte Alkoholika wie Whisky, Cognac, Brandy, Wein und Bier bevorzugt, so besteht in ländlichen Gegenden weiterhin eine Vorliebe für hausgemachte und preiswertere Destillate, obwohl deren Herstellung auch in Thailand illegal ist. Populär sind vor allem Lao Khao, Sato, Krachae und Uh. Unter diesen ist Lao Khao (Thai: เหล้าขาว, weißer Schnaps, häufiger auch: „Lao Kao“) der einzige, der tatsächlich destilliert wird.

### Bier-Sorten
In Thailand gibt es auch eigene Biere, wobei die beliebtesten die Sorten Singha und Chang-Bier aber auch das Beer Lao sind.

### Sato oder Nam Khao

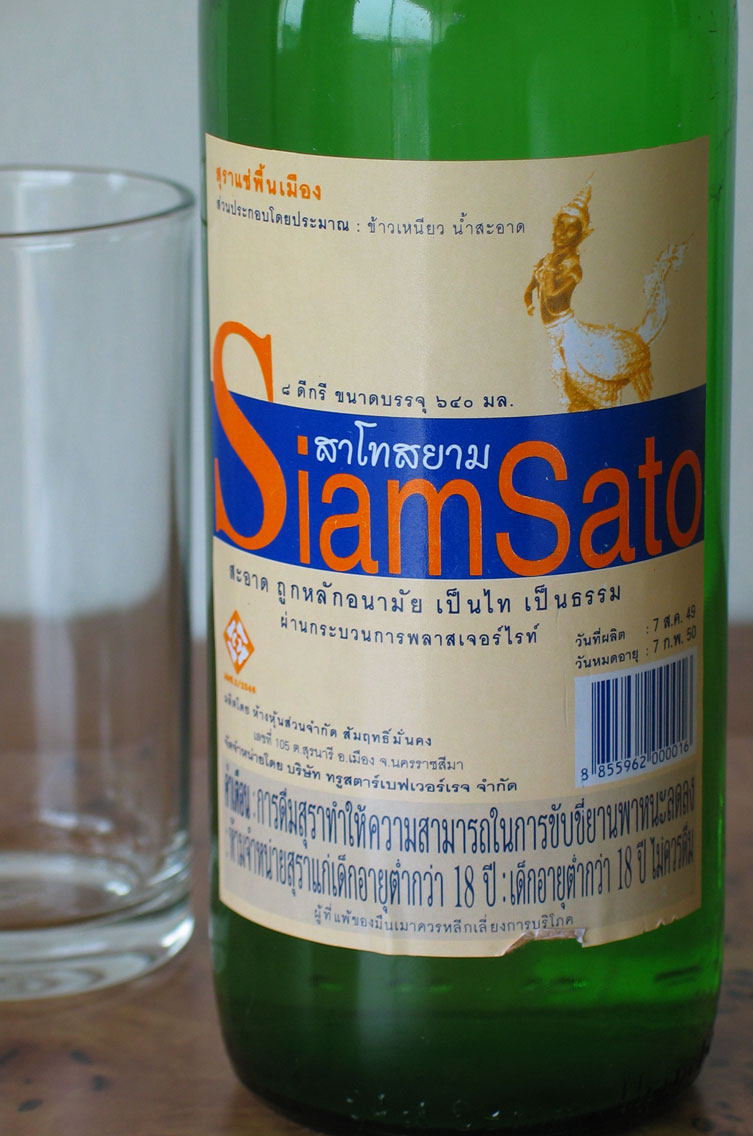
Sato aus dem Supermarkt

Ein anderes sehr populäres Getränk, durch Fermentierung in Tonbottichen gewonnen, ist Sato (Thai: สาโท) oder auch Lao Nam Khao (เหล้าน้ำขาว, weißes Wasser). Mit einfachsten Mitteln in großen Mengen herzustellen, ist es mit Ausnahme des Südens weit verbreitet, insbesondere bei größeren Festivitäten und Geselligkeiten sowie am Rande buddhistischer Zeremonien in den Dörfern (Hochzeiten, Einäscherungen u. a.). In große Tongefäße Tum Ahng wird gekochter Klebereis eingefüllt, der mit Hefe vermischt wird. Einige Tage lagert diese Masse in den verschlossenen Gefäßen, bis letztendlich Wasser zugefügt wird. In kürzester Zeit entsteht so ein milchig-weißes Getränk aus vergorenem Reis mit bis zu 20 Vol.-% Alkohol.

### Krachae
Krachae (Thai: กระแช่; auch: Sam Tan Mau) hat insbesondere in der Zentralregion Thailands eine lange Tradition.
Grundstoff ist der Saft junger Blüten der Kokospalme oder der Palmyrapalme (auch Zucker- oder Toddypalme genannt – Borassus belliformis). Dieser Saft wird mit kleinen geräucherten Spänen duftender Gehölze vermischt. Wenn nach einigen Tagen der Sud beginnt Blasen zu werfen, ist das Getränk trinkbar.
Das erste Los Krachae „Krachae Nam Yood“ (top-Krachae) genannt, wird als das Beste angesehen und ist daher das begehrteste. Nun wird weiter mit Wasser aufgefüllt, so dass das zweite und dritte Los sowie alle weiteren nachfolgenden mehr und mehr verwässern. Krachae ist überwiegend in Zentral- und Südthailand verbreitet, wo Zucker- und Kokospalmen ausreichend vorhanden sind.

### Uh

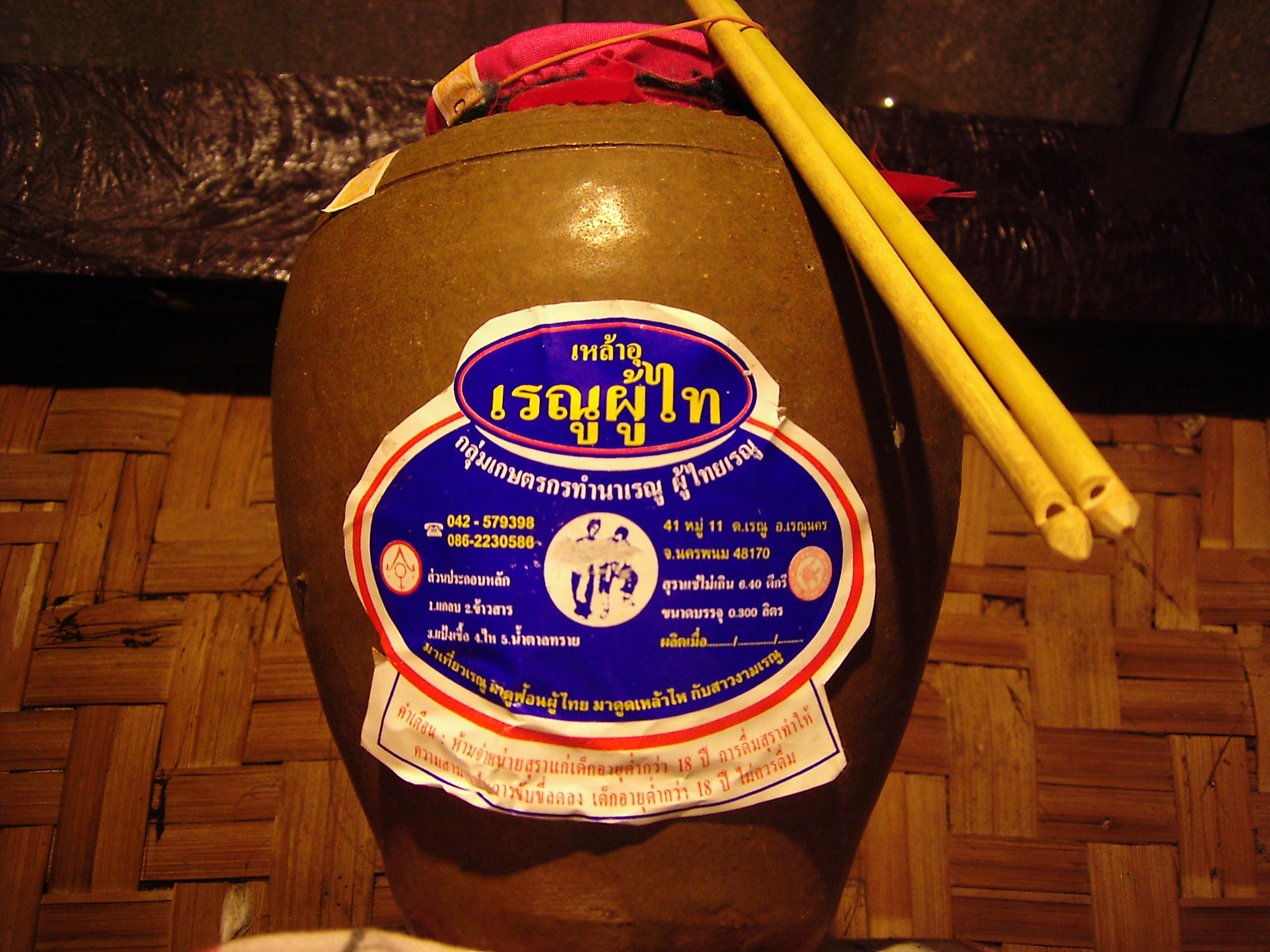
Lao-Uh-Verkaufsgebinde

Heimisch im Isan hat Uh (auch: Lao Uh – เหล่าอุ), dessen Ursprung man bei den Laoten vermutet, den Renu Nakhon Distrikt in der Provinz Nakhon Phanom landesweit berühmt gemacht. Die Herstellung von Uh ist identisch mit der von Sato, nur mit dem Unterschied, dass dem Klebereis Reisschrot sowie Kräuter und Gewürze zugefügt werden.

### Sonstige Alkoholika
Neben diesen Getränken findet man in Thailand eine Vielzahl weiterer selbstgefertigter Spirituosen, die nur eine lokale Verbreitung erreichen. Als Beispiele seien genannt: Ai Koh aus der Provinz Chonburi, die aus dem Blütensaft der Zuckerpalme und Wurzeln hergestellt werden, Nam Koh oder auch verschiedene Arten von Lao Daeng (dunkler/roter Schnaps) aus getrockneten Gewürzen, frischen Kräutern und Wurzeln.